# Esperanto-Bewegung
Die Esperanto-Bewegung ist eine Bewegung, die die Plansprache Esperanto verbreiten und möglichst allgemein einführen möchte. Der Erfinder der Sprache, Ludwik Lejzer Zamenhof setzte für seine Sprache u. a. zum Ziel, „dass der grösste Theil derjenigen, welche lesen und schreiben können, sie mit Fertigkeit spreche“. Er wollte hierfür ein „Mittel (…) finden, die Gleichgültigkeit der Welt zu überwinden, und dieselbe zu ermuntern, sofort und en masse von dieser Sprache, als von einer lebenden Sprache, Gebrauch zu machen, nicht aber nur mit einem Schlüssel dazu in der Hand, oder nur im äussersten Nothfalle.“
Außerdem sollte Esperanto nach Zamenhof auch so sein, dass jeder, der diese Sprache erlernt hat, „sie sofort zum Verkehr mit anderen Nationalitäten benutzen können“ muss, „ganz abgesehen davon in wie fern diese Sprache von der Welt anerkannt wird, ob sie viele, wenige oder gar keine Anhänger hat“; dies legte die Grundlage für die Ausbildung der Esperanto-Sprachgemeinschaft.
Die von Zamenhof formulierten Ziele wurden bei weitem verfehlt. Der Anteil der Menschen, die Esperanto überhaupt sprechen, liegt im Promillebereich, der Anteil derjenigen, die es gut sprechen, ist kaum messbar.

## Motive
Die Motive sind innerhalb der Esperanto-Bewegung unterschiedlich. Manche Personen neigen mehr zu idealistischen Zielen (eine gemeinsame Sprache, die den Menschen nahebringt, dass sie Brüder sind), andere neigen mehr zu den praktischen Vorteilen für z. B. internationalen Handel und Reisen. Eine eindeutige Zuordnung der Esperanto-Bewegung zu einer Norm- oder Wert-orientierten Bewegung scheint daher nicht einfach.

## Definition des Begriffs
Innerhalb der Esperanto-Sprachgemeinschaft wird mit dem Begriff „Esperanto-Bewegung“ (movado) oft alles bezeichnet, was zu Esperanto gehört, nicht nur die Bemühungen zur Verbreitung von Esperanto. Dies ist allerdings eine sehr weite Auslegung des Begriffs „Bewegung“, die der in der Soziologie üblichen Definition nicht entspricht. Von Esperanto sprechenden Soziologen wurde daher seit den siebziger Jahren die deutliche Unterscheidung in Bewegung und Sprachgemeinschaft angemahnt.
Im Manifest von Rauma (1980) wurde der Versuch, das Esperanto als weltweit einzuführende Zweitsprache durchzusetzen, kritisiert – die offizielle Einführung des Esperanto sei weder wahrscheinlich noch essentiell während der 80er Jahre und das Zu-Fall-Bringen des Englischen sei weder Aufgabe noch Sorge der Esperanto-Sprecher. Die Sprecher der Sprache werden als selbstgewählte, verstreut lebende, sprachliche Minderheit definiert.
Das Prager Manifest aus dem Jahr 1996 beginnt mit den Worten „Wir, Mitglieder der weltumspannenden Bewegung zur Förderung des Esperanto“. Damit wird klargestellt, dass das Ziel der Bewegung die Förderung des Esperanto ist – wer Esperanto also einfach benutzt, ohne es in besonderer Weise zu fördern, gehört nur zur Esperanto-Sprachgemeinschaft, nicht aber zur Esperanto-Bewegung.

## Esperantismus
In der „Deklaracio pri la Esenco de la Esperantismo“ (Erklärung über das Wesen des Esperantismus, 1905, Bulonja Deklaro) wird der Esperantismus definiert als das „Bemühen, in der ganzen Welt die Benutzung einer neutralen menschlichen Sprache zu verbreiten, die den Menschen verschiedener Nationen – ohne sich in das innere Leben der Völker zu drängen und in keiner Weise mit dem Ziel die bestehenden Sprachen herauszudrängen – die Möglichkeit geben würde, sich zu verstehen (…)“.

## Esperanto an Schulen und Hochschulen
Traditionelles Ziel der Esperanto-Bewegung ist es, Esperanto im staatlichen Unterricht, also insbesondere an Schulen und Hochschulen, zu etablieren. In Ungarn ist Esperanto an einigen Schulen ein wählbares Lehrfach. Schüler können auch Esperanto für das Abitur wählen; von dieser Möglichkeit haben z. B. im Jahr 2011 insgesamt acht Schüler Gebrauch gemacht. An der Universität Amsterdam existiert seit 2002 ein vom Esperanto-Weltbund bezahlter, jeweils auf fünf Jahre begrenzter Lehrstuhl für Interlinguistik und Esperanto. An der Universität Posen kann man seit 1997 Interlinguistik, insbesondere Esperantologie als Fernstudiengang studieren. 2017 wurde mit einer Anzahl von elf Absolventen eine Höchstzahl vermeldet.